# Banausos
Banausos (grec ancien βάναυσος, pluriel βάναυσοι, banausoi) est le nom de la classe des travailleurs manuels dans la Grèce antique. Le terme fut employé plus largement pour y inclure les artisans.

## Grèce antique
Le terme banausos apparait à la suite d'une transition économique en Grèce : l'utilisation de devise, l'invention des trières et de l'armure d'hoplite, la prédominance des esclaves-marchandises permit l'essor d'une nouvelle classe d'hoplite, qui utilisa le terme pour se distinguer des artisans. Les banausos étaient des hommes libres, mais pas des citoyens. Ils étaient moins bien lotis que les démiurges.